# Gempylus serpens
Gempylus serpens (Cuvier, 1829) è un pesce osseo marino appartenente alla famiglia Gempylidae. Si tratta dell'unica specie appartenente al genere Gempylus.

## Descrizione
L'aspetto di questo pesce è molto allungato e compresso lateralmente. La bocca, ampia, è armata di lunghi denti acuminati. Vi sono due pinne dorsali contigue, la prima molto lunga e bassa, la seconda breve e simile alla pinna anale. La pinna caudale è forcuta. Sul peduncolo caudale sono presenti pinnule sia sul lato dorsale che ventrale. Pinne ventrali ridottissime. Sono presenti due linee laterali, una che decorre lungo il profilo dorsale e una che passa a metà del corpo, entrambe originano in corrispondenza del primo raggio dorsale. Corpo e pinne di colore uniformemente bruno scuro, con margini delle pinne più scuro.
La taglia massima nota è di 100 cm. La taglia media è di 60 cm.

## Distribuzione e habitat
G. serpens è cosmopolita negli oceani tropicali e subtropicali, gli adulti possono spingersi fino alle fasce temperate. È sconosciuto nel mar Mediterraneo. Fa vita pelagica oceanica tra 0 e 600 metri di profondità (di solito tra 0 e 200). Effettua migrazioni giornaliere verso la superficie, gli adulti di notte, i giovanili durante le ore di luce.

## Biologia
Solitario.

### Alimentazione
Predatore. Preda pesci, cefalopodi e crostacei.

### Riproduzione
La maturità sessuale viene raggiunta a una lunghezza di 50 cm per le femmine e di 43 cm per i maschi. Uova e larve sono pelagiche.

## Pesca
Si tratta di una specie di scarsa importanza per la pesca commerciale. Si cattura come bycatch con i palamiti destinati ai tonni. Viene venduta sia congelata che lavorata o essiccata. Non commestibile da crudo.